# Szwecja na Zimowych Igrzyskach Olimpijskich 1924
Szwecję na Zimowych Igrzyskach Olimpijskich 1924 reprezentowało 31 zawodników (sami mężczyźni).

## Zdobyte medale
| Medal  | Zawodnik | Dyscyplina           | Konkurencja      | Rezultat                                                     |
| ------ | --- | -------------------- | ---------------- | ------------------------------------------------------------ |
| Złoto  | Gillis Grafström | Łyżwiarstwo figurowe | soliści          | 367,89 pkt                                                   |
| Srebro | Carl Wilhelm Petersén, Ture Ödlund, Victor Wetterström, Erik Severin, Carl August Kronlund, Johan Petter Åhlén, Carl Axel Pettersson, Karl Wahlberg | Curling              | turniej mężczyzn | w meczu o srebrny medal pokonali reprezentację Francji 18:10 |

## Skład kadry

### Biegi narciarskie
Mężczyźni
| Konkurencja   | Zawodnik         | czas               | Pozycja            |
| ------------- | ---------------- | ------------------ | ------------------ |
| Bieg na 18 km | Per-Erik Hedlund | 1:17:42,0          | 6.                 |
| Bieg na 18 km | Elis Sandin      | 1:19:24,0          | 8.                 |
| Bieg na 18 km | Torkel Persson   | 1:19:29,80         | 9.                 |
| Bieg na 18 km | Erik Winnberg    | 1:20:29,4          | 10.                |
| Bieg na 50 km | Torkel Persson   | 4:05:59,00         | 5.                 |
| Bieg na 50 km | Ernst Alm        | 4:06:31,00         | 6.                 |
| Bieg na 50 km | Oskar Lindberg   | 4:07:44,00         | 8.                 |
| Bieg na 50 km | Per-Erik Hedlund | Nie ukończył biegu | Nie ukończył biegu |

### Curling
Szwecja w turnieju olimpijskim wystawiła dwie reprezentacje (ponieważ curling traktowano jako dyscyplinę pokazową), które grały niezależnie. W roku 2006 MKOL uznał curling jako pełnoprawną dyscyplinę olimpijską w roku 1924 tym samym obie reprezentacje Szwecji potraktowano jako jeden zespół i wszyscy zawodnicy otrzymali srebrne medale.
Skład reprezentacji Szwecji:
- Carl Wilhelm Petersén
- Ture Ödlund
- Victor Wetterström
- Erik Severin
- Carl August Kronlund
- Johan Petter Åhlén
- Carl Axel Pettersson
- Karl Wahlberg

#### Runda kwalifikacyjna
Turniej został rozegrany systemem kołowym - najlepsza drużyna zdobywała złoty medal
| # | Kraj            | Pkt. |
| - | --------------- | ---- |
| 1 | Wielka Brytania | 10   |
| 2 | Szwecja II      | 5    |
| 3 | Francja         | 0    |
|   | Szwecja I       | 0    |

| 28 stycznia 192410:00 | Francja | 10:18 | Szwecja II | Sędzia: M. Aikman |
| 28 stycznia 192410:00 |         | 10:18 |            | Sędzia: M. Aikman |

| 29 stycznia 192410:00 | Wielka Brytania | 38:7 | Szwecja I | Sędzia: F. Cournollet |
| 29 stycznia 192410:00 |                 | 38:7 |           | Sędzia: F. Cournollet |

#### Mecz o 2. miejsce
| 31 stycznia 1924 | Szwecja II | 18:10 | Francja |  |
| 31 stycznia 1924 |            | 18:10 |         |  |

### Hokej na lodzie
Reprezentacja mężczyzn
| - Ruben Allinger - Wilhelm Arwe - Eric Burman - Birger Holmqvist - Gustaf Johansson |  | - Hegle Johansson - Carl Josefsson - Ernst Karlberg - Nils Molander - Ejnar Ohlsson |

Reprezentacja Szwecji brała udział w rozgrywkach grupy A turnieju olimpijskiego zajmując w niej drugie miejsce i awansując do rundy medalowej. Ostatecznie reprezentacja Szwecji zajęła 4. miejsce,
Grupa A
| Drużyna        | M | Mecze | Mecze | Mecze | Bramki | Bramki | Bramki | Pkt |
| Drużyna        | M | W     | R     | P     | +      | -      | +/-    | Pkt |
| -------------- | - | ----- | ----- | ----- | ------ | ------ | ------ | --- |
| Kanada         | 3 | 3     | 0     | 0     | 85     | 0      | +85    | 6   |
| Szwecja        | 3 | 2     | 0     | 1     | 18     | 25     | -7     | 4   |
| Czechosłowacja | 3 | 1     | 0     | 2     | 14     | 41     | -27    | 2   |
| Szwajcaria     | 3 | 0     | 0     | 3     | 2      | 53     | -51    | 0   |

Wyniki
| 28 stycznia 1924 | Szwecja | 9:0 | Szwajcaria |  |

|  |  | (3:0, 3:0, 3:0) |

| 29 stycznia 1924 | Kanada | 22:0 | Szwecja |  |

|  |  | (5:0, 7:0, 10:0) |

| 31 stycznia 1924 | Szwecja | 9:3 | Czechosłowacja |  |

|  |  | (5:1, 1:1, 3:1) |

#### Runda medalowa
Do wyników tej rundy zaliczono mecze z eliminacji rozegrane pomiędzy drużynami, które awansowały do rundy medalowej.
| Drużyna           | M | Mecze | Mecze | Mecze | Bramki | Bramki | Bramki | Pkt |
| Drużyna           | M | W     | R     | P     | +      | -      | +/-    | Pkt |
| ----------------- | - | ----- | ----- | ----- | ------ | ------ | ------ | --- |
| Kanada            | 3 | 3     | 0     | 0     | 47     | 3      | +44    | 6   |
| Stany Zjednoczone | 3 | 2     | 0     | 1     | 32     | 6      | +26    | 4   |
| Wielka Brytania   | 3 | 1     | 0     | 2     | 6      | 33     | -27    | 2   |
| Szwecja           | 3 | 0     | 0     | 3     | 3      | 46     | -43    | 0   |

Wyniki
| 1 lutego 1924 | Stany Zjednoczone | 20:0 | Szwecja |  |

|  |  | (5:0, 7:0, 8:0) |

| 2 lutego 1924 | Wielka Brytania | 4:3 | Szwecja |  |

|  |  | (0:1, 2:2, 2:0) |

### Kombinacja norweska
Mężczyźni
| Zawodnik            | Konkurencja   | Skoki narciarskie | Skoki narciarskie | Skoki narciarskie | Skoki narciarskie | Bieg narciarski | Bieg narciarski | Bieg narciarski | Łącznie                  | Pozycja                  |
| Zawodnik            | Konkurencja   | Skok 1            | Skok 2            | Punkty            | Pozycja           | Czas biegu      | Pozycja         | Punkty          | Łącznie                  | Pozycja                  |
| ------------------- | ------------- | ----------------- | ----------------- | ----------------- | ----------------- | --------------- | --------------- | --------------- | ------------------------ | ------------------------ |
| Axel-Herman Nilsson | Indywidualnie | 42,5              | 40,5              | 16,500            | 7                 | 1:31:17,0       | 11,625          | 6.              | 14,063                   | 5.                       |
| Menotti Jakobsson   | Indywidualnie | 42,5              | 41,0              | 16,895            | 4.                | 1:37:10,0       | 8,750           | 15.             | 12,823                   | 8.                       |
| Nils Lindh          | Indywidualnie | -                 | -                 | -                 | -                 | 1:43:58,0       | 5,375           | 21.             | Nie ukończył konkurencji | Nie ukończył konkurencji |

### Łyżwiarstwo figurowe
| Zawodnik         | Konkurencja | Nota   | Pozycja |
| ---------------- | ----------- | ------ | ------- |
| Gillis Grafström | Soliści     | 367,89 | złoto   |

### Łyżwiarstwo szybkie
Mężczyźni
| Zawodnik       | Konkurencje   | Konkurencje   | Konkurencje          | Konkurencje          | Konkurencje    | Konkurencje    | Konkurencje          | Konkurencje          | Konkurencje              | Konkurencje              |
| Zawodnik       | Bieg na 500 m | Bieg na 500 m | Bieg na 1500 m       | Bieg na 1500 m       | Bieg na 5000 m | Bieg na 5000 m | Bieg na 10 000 m     | Bieg na 10 000 m     | Wielobój                 | Wielobój                 |
| Zawodnik       | Czas          | Miejsce       | czas                 | Miejsce              | Czas           | Miejsce        | Czas                 | Miejsce              | Punkty                   | Miejsce                  |
| -------------- | ------------- | ------------- | -------------------- | -------------------- | -------------- | -------------- | -------------------- | -------------------- | ------------------------ | ------------------------ |
| Axel Blomqvist | 45,2          | 6.            | 2:36,40              | 13.                  | 9:48,80        | 15.            | Nie ukończył wyścigu | Nie ukończył wyścigu | Nie ukończył konkurencji | Nie ukończył konkurencji |
| Eric Blomgren  | 46,6          | 11.           | Nie ukończył wyścigu | Nie ukończył wyścigu | 9:14,60        | 12.            | Nie ukończył wyścigu | Nie ukończył wyścigu | Nie ukończył konkurencji | Nie ukończył konkurencji |

### Skoki narciarskie
Mężczyźni
| Skoczek             | Skok 1    | Skok 1 | Skok 2    | Skok 2 | Nota   | Pozycja |
| Skoczek             | odległość | Nota   | odległość | Nota   | Nota   | Pozycja |
| ------------------- | --------- | ------ | --------- | ------ | ------ | ------- |
| Nils Lindh          | 41,0      | 16,667 | 41,5      | 16,808 | 16,738 | 9.      |
| Axel-Herman Nilsson | 42,5      | 16,960 | 44,0      | 17,333 | 17,147 | 6.      |
| Menotti Jakobsson   | 43,0      | 17,167 | 42,0      | 17,000 | 17,083 | 7.      |
| Nils Sundh          | 41,5      | 16,293 | 41,0      | 16,500 | 16,397 | 12.     |